# بیورآکتور غشایی
بیورآکتور غشایی (به انگلیسی: Membrane bioreactor) ترکیبی است از یک فرایند غشایی ریزپالایش یا فراپالایش است که به همراه فرایند تصفیه پساب (معمولا لجن فعال) است. نقش این سیستم‌ها در حال حاضر برای تصفیه فاضلاب شهری و صنعتی است.

غشاهای کم فشار نظیر ریزپالایش یا فراپالایش به‌طور معمول در MBRها مورد استفاده قرار می‌گیرند. 

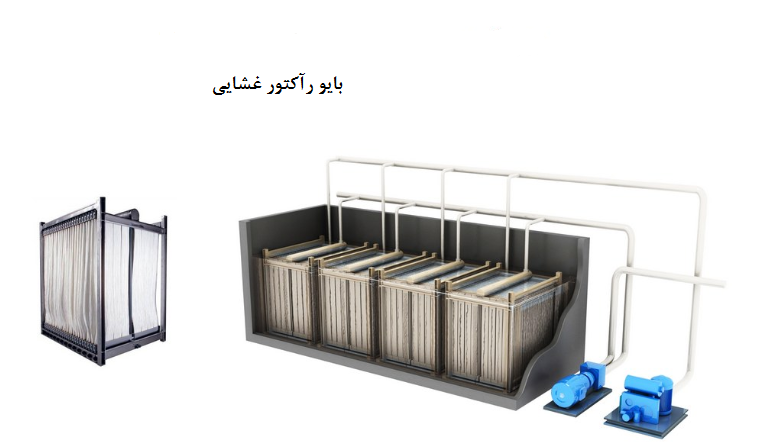
بایو راکتور غشایی

## تاریخچه
بیوراکتور غشایی یک فناوری مؤثر برای تصفیه پساب و بازیافت آب است و با توجه به مزایای بسیار دارای کاربردهای روزافزون در تصفیه پساب‌های گوناگون است. این فرایند در طی دهه اخیر مورد توجه بیشتر محققان و سازمان‌های مرتبط قرار گرفته‌است. بطوریکه امروزه استفاده از انواع آن‌ها در مقیاس صنعتی در کشورهای در حال توسعه و پیشرفته از جمله ژاپن، انگلیس، ایرلند، فرانسه، کانادا، آمریکا و … رایج است.
تصفیه بیولوژیکی پساب، یک روش مؤثر برای حذف آلاینده‌های موجود در پساب است. متداولترین فرایند تصفیه بیولوژیکی پساب، فرایند لجن فعال است. از تلفیق چنین فرآیندی با یک فرایند جداسازی به وجود می‌آیند. ترکیب فناوری غشا با تصفیه بیولوژیکی پساب برای نخستین بار MBR غشایی، سیستم‌های در سال ۱۹۶۹ میلادی توسط اسمیت و همکارانش گزارش شد.
در این سامانه از یک غشا برای جداسازی لجن فعال از جریان خروجی بیوراکتور با برگشت دادن میکروارگانیسم به تانک هوادهی استفاده شد. اولین بیوراکتور غوطه ور در مقیاس آزمایشگاهی در سال ۱۹۸۹ میلادی راه اندازی شد. با وجود اینکه ساخت و راه اندازی اولین بیوراکتور غشایی به چند دهه پیش بر می‌گردد تحقیقات گسترده و وسیعی بر روی
عملکرد این سامانه از سال ۱۹۹۶ میلادی آغاز شده‌است. امروز بیش از ۹۰۰ بیوراکتور غشایی در مقیاس بزرگ صنعتی در کشورهای توسعه یافته برای تصفیه پساب‌های صنعتی و شهری بکار گرفته شده‌است مانند فرایند MBR. این فرایند تصفیه پیوسته و حجم کمتری در مقایسه با فرایند لجن فعال مورد نیاز است. از دههٔ ۱۹۷۰ به بعد از فرآیندهای غشایی به مقدار وسیعی در بسیاری از زمینه‌ها مانند نمک زدایی از آب‌های شور، تصفیه آب و پساب بهره‌برداری شد. در دودههٔ اخیر با به‌کارگیری فناوری‌های نوین در غشاها، از هزینه‌های مختلف سامانه‌های غشایی به مقدار زیادی کاسته شد و در نتیجه از فرایندهای غشایی در زمینه‌های مختلف، از جمله تولید صنعتی آب شرب با کیفیت بالا استفاده می‌شود.
استفاده از فرایند غشایی برای تصفیه فاضلاب‌های نفتی اولین بار در سال ۱۹۷۶ توسط بنسال مطرح شد. در این سامانه از یک غشای اولترافیلتراسیون برای تصفیه فاضلاب‌های نفتی استفاده شده بود.

### بیورآکتور
محفظه ای که در آن واکنش بیولوژیکی بین میکروارگانیسم‌های شناور و آلاینده‌های آلی انجام می‌شود. این واکنش بیولوژیکی می‌تواند به صورت هوازی (توسط میکروارگانیسم‌های هوازی) یا به صورت بی هوازی صورت گیرد. در حقیقت بیورآکتور نوعی راکتور است که کاتالیست آن میکرو ارگاسم‌ها یا آنزیم‌های حاصل از متابولیسم بیولوژیکی است. در این واکنش‌های بیولوژیکی به صورت رایج در دما و فشار محیط با انتخاب پذیری و بازدهی بالا صورت می‌گیرد.

## مقایسه بایورآکتور غشایی با سیستم‌های معمولی تصفیه
در سیستم‌های معمولی تصفیه فاضلاب عمل تصفیه در سه مرحله صورت می‌گیرد که عبارت اند از: رسوب مواد جامد خالص در آب و سپس تخریب هوازی مواد آلی و در نهایت مرحله دوم رسوب گذاری برای حذف زیست توده اما یک بیورآکتور غشایی می‌تواند فرایند جداسازی فیزیکی زیست‌توده را به وسیله غشا انجام دهد که باعث می‌شود کیفیت آب بدست آمده نسبت به آب بدست آمده در سیستم‌های معمولی تصفیه فاضلاب بیشتر باشد و عملیات ضدعفونی کمتری نیز انجام می‌شود. در نتیجه بیورآکتور غشایی مزایا و معایبی نسبت به سیستم‌های معمولی تجزیه دارند که این مزایا و معایب در زیر شرح داده خواهند شد.

### مزایا
_تولید یک محصول با کیفیت بالا، روشن و عمدتاً ضدعفونی محصول در یک مرحله صورت می‌گیرد.
_کنترل مستقل جامدات و مدت زمان هیدرولیک در سیستم‌های معمولی تصفیه ولی در بایورآکتور غشایی فقط باید اندازه ذرات بزرگتر از اندازه منافذ غشاباشند.
_عملیات مخلوط بیشتر محلول جامد-مایع (MLSS) در بایورآکتور غشایی که باعث کاهش اندازه رآکتور و افزایش رشد باکتری‌های نیتروژن و در نتیجه مقدار آمونیاککاهش میابد.
_تولید لجن در بایورآکتور غشایی کم شده زیرا مواد جامد در مخزن حفظ شده و لجن مازاد دوباره به بیورآکتور برگردانده می‌شود که این مورد در سیستم‌های معمولی تصفیه مشاهده نمی‌گردد.

_غلظت MLSS در بیورآکتور غشایی ۱۰ تا ۲۰ گرم در لیتر در مقایسه با ۳ تا ۴ گرم در لیتر در سیستم معمولی است، در نتیجه ۳۰ درصد کاهش زمان نگهداری در مقایسه با سیستم‌های معمولی است.

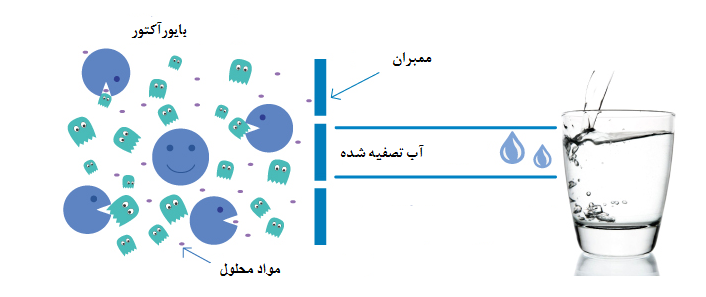
عملکرد بایو راکتور غشایی

### معایب
_تدارکات و تشریفات اضافی برا تمیز کردن و تعمیر غشاها در بیورآکتورهای غشایی نسبت به سیستم‌های معمولی تصفیه.
_سرمایه زیاد برای تهیه تجهیزات و همچنین هزینه زیاد عملیات تصفیه آب در بیورآکتورهای غشایی نسبت به سیتم‌های معمولی تصفیه.
_گرفتگی غشا به مرور زمان در اثر کارکردهای مداوم
_محدودیت اعمال فشار، دما و رساندن به PHمورد نظر
_حساس بودن به برخی مواد شیمیایی
_درمان لجن مازاد به درستی صورت نمی‌گیرد

### راه حل مناسب جهت کاهش گرفتگی غشا
یکی از راهکارهای مناسب برای کاهش گرفتگی غشا در بیورآکتور غشایی استفاده از جاذب‌ها است و از میان جاذب‌های مختلف زئولیت به دلیل کم بودن هزینه، پایداری بالا، ایجاد سطح بالای جذب و… قابلیت استفاده به عنوان جاذب در بیوراکتور غشایی را دارد. همچنین وجود زئولیت باعث حذف آلاینده‌هایی نظیر آمونیوم، فسفات و نیترات می‌شود.

## انواع بایو رآکتورهای غشایی

### لوله ای
که طراحی بسیار ساده ای دارند به گونه ای که ممبران مورد نظر یا درون یک لوله متخلخل قرار می‌گیرد یا بر روی سطح داخلی لوله پوشش داده می‌شود. این لوله مصرفی می‌بایست قادر به تحمل فشارهای مورد نیازدر حین کار باشد. آب از یک طرف لوله وارد شده و همزمان با جریان رو به جلوی آن در درون لوله، بخشی از آن به صورت عرضی نفوذ خواهد نمود. قسمت نفوذ کرده که همان محصول مورد نظر است در پوسته بیرونی لوله جمع‌آوری می‌گردد.
از مزایای اصلی ممبران‌های لوله ای شکل می‌توان به امکان حرکت سریع مایع ورودی بر روی سطح ممبران اشاره کرد که این امر احتمال انسداد سطح ممبران را کاهش می‌دهد. تصفیه محلول‌هایی که درصد بالایی از ذرات جامد و معلق دارند، از کاربردهای اساسی این نوع ممبران است.

### مارپیچی
در این ممبران‌ها یک ورقه مسطح که می‌تواند چندین لایه داشته باشد به دور یک هسته مرکزی پیچیده شده و درون لوله‌ها نصب می‌شود. به گونه ای که محلول ورودی از یک انتها وارد شده، به صورت عرضی در درون ممبران نفوذ کرده و در ادامه به سمت لوله مرکزی هدایت و جمع‌آوری خواهد شد.
ازمزایای این ممبران‌ها، سطح مخصوص بالای ممبران در عین حجم کم آن است. این ممبران‌ها نسبت به جریان‌های گل آلود حساس بوده و امکان انسداد آن‌ها وجود دارد به همین دلیل به هنگام استفاده از این نوع، همیشه از فرآیندهای پیش تصفیه به منظور حذف ذرات جامد معلق استفاده می‌شود. شیرین سازی آب دریا و آب شور از موارد کاربرد ممبران مارپیچی است.

### الیاف توخالی
دراین ممبران‌ها از الیافی توخالی و مشابه موی سر استفاده می‌گردد. این الیاف دارای یک پوسته نازک و متراکم هستند که در زیر این پوسته فعال، یک لایه ضخیم ومتراکم به عنوان پایه به کار می‌رود که نقش آن حمایت ۶ لایه فعال است. جریان ورودی به درون الیاف هدایت می‌شود که به این ترتیب بخش نفوذ کرده یا همان محصول، در بیرون الیاف و بخش تغلیظ شده یا همان باطله، در انتهای دیگر الیاف جمع‌آوری می‌گردد.
از آنجایی که این ممبران‌ها فشردگی بسیار بالایی دارند برای کار به فضای اندکی نیاز خواهند داشت. شیرین سازی آب دریا، تهیه آب قابل شرب و همچنین تصفیه فاضلاب‌ها از مواردی هستند که این ممبران‌ها به‌طور گسترده در آن‌ها استفاده می‌شوند.

### تخت
که ساده‌ترین و اولین ممبران نیمه نفوذ پذیر تولید شده‌است. این ممبران متشکل است از دو صفحه در انتها، ممبران صفحه ای شکل و صاف و صفحات جداکننده که با ترتیب خاصی در کنار هم قرار گرفته‌اند. در این نوع مدل، نقش هدایت جریان تغذیه بر روی سطح ممبران، به عهده صفحات جداکننده است.
اگرچه ساخت، نصب و عملکرد این ممبران‌ها ساده است اما دو مشکل عمده بر این کارایی تأثیر می‌گذارد. اول اینکه نسبت سطح به حجم اندک باعث می‌شود تا به فضای زیادی برای انجام کار نیاز باشد و دوم اینکه فرایند تمیز کردن به دلیل مشکل بودن مونتاژ کردن این ممبران پس از پاکسازی پر زحمت و زمان بر است.

### از لحاظ جنس

#### پلیمری یا آلی
این ممبران‌ها بر مبنای ساختار فیزیکی خود به سه دسته هموژن (متقارن)، غیرهموژن (نامتقارن) و کامپوزیتی تقسیم می‌شوند. برخی از معایب اصلی ممبران‌های پلیمری عبارتند از: محدوده باریک دمای مجاز، مقاومت مجاز، استحکام مکانیکی کم، رخداد تجزیه زیستی، کمی pH اندک در برابر حمله شیمیایی و محدوده باریک عمر مفید.

#### غیرآلی
ممبران‌های غیر آلی از موادی مانند سرامیک‌ها، فلز ات، گرافیت یا ترکیب آن‌ها ساخته می‌شوند. هدف از ساخت انواع سرامیکی، کاهش یا حذف برخی محدودیت‌های انواع پلیمری است.

## ویژگی‌های انواع رآکتورهای زیستی

### رآکتورهای غشایی بسپاری
این غشاها قابلیت گسترده‌ای برای ترکیب شدن با مواد دیگر و تشکیل ترکیب جدید با خواص متفاوت را دارند. یکی از عیب‌های بزرگ این غشاها محدود بودن گسترهٔ دمایی ان هاست چون توانایی تحمل دماهای بالا را ندارند. بسپارهای الی در غشاهای جداسازی گازها به دلیل انتخاب پذیری مناسب برای گازها استفاده می‌شوند. بزرگ‌ترین گروه بسپارهایی که در غشاهای جداسازی گاز در رآکتورها به کار می‌رود پلی ایمیدها هستند.

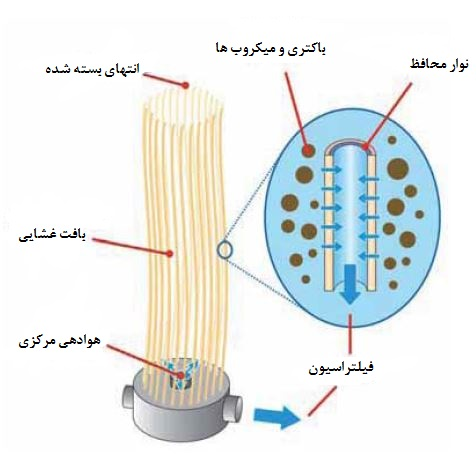
عملکرد ممبران

### رآکتورهای غشایی زئولیتی
این غشاها جزو مواد متخلخل هستند. غشاهای ترکیبی چند لایه ای هستند که از طریق پوشش دهی یک لایهٔ گزینش پذیر زئولیتی بر روی نگهدارندهٔ سرامیکی تشکیل می‌شوند و برای اب زدایی الکل با فرایند تراوش تبخیری به کار گرفته می‌شوند و در شرایط دمایی بالا قابل مصرف هستند.
مشکل اصلی این نوع غشاها شار کم آن‌ها در مقایسه با غشاهای غیر الی است. همچنین زئولیت‌ها ممکن است دستخوش انبساط منفی دمایی شوند یعنی در دمای بالا چروک شوند ولی محافظی که زئولیت بران سوار شده یا حتی ذرات بلوری درون زئولیت به صورت پیوسته با افزایش دما منبسط می‌شوند که این امر بین زئولیت و مواد دیگر تنش گرمایی ایجاد می‌کند.

### رآکتورهای غشایی فلزی
غشاهای فلزی به علت دوام زیاد در دمای بالا در فرایندهای جداسازی گاز در مقایس صنعتی استفاده می‌شوند. رآکتورهای غشایی دما بالا و تولید هیدروژن بسیار خالص به منظور استفاده در پیل‌های سوختی از شاخص‌ترین کاربردهای غشاهای فلزی است. غشاهای پالادیمی به دلیل شار و انتخاب پذیری مناسب برای کاربرد در فرایندهای هیدروژن زدایی و هیدروژن دار کردن مورد استفاده قرار می‌گیرند ولی مشکل آن‌ها هزینهٔ بالای ان هاست. اخیراً نوعی غشای فلزی نازک با لایه ای در حد چند میکرون از جنس پالادیوم بر روی پایه‌های مختلف سرامیکی و فلزی ساخته شده‌اند که نتیجهٔ ان کم کردن هزینه و بالابردن مقاومت مکانیکی و شار بیشتر است.

### رآکتورهای غشایی پروسکایتی
هر نوع ماده ای را که ساختار ان شبیه ساختار بلوری تیتانیوم -کلسیم اکسید باشد پروسکایت می‌نامند. شار اکسیژن از این نوع غشاها به دمای بالا نیاز دارد. اکسید کردن آمونیاک و تبدیل ان به نیتروژن مونوکسید برای تولید نیتریک اسید که ۸۰ درصد ان در تولید کود مصرف می‌شود از کاربردهای این غشاهاست.

### رآکتورهای غشایی سیلیسی
این غشاها نمونه ای از غشاهای ریز متخلخل اند که انتخاب پذیری خوب به همراه عبوردهندگی بالایی در جداسازی هیدروژن بروز می‌دهند. غشاهای بی ریخت سیلیسی تا دماهای بالای ۹۰۰ درجهٔ سانتی گراد پایدارند. این غشاها از لحاظ گرمایی و شیمیایی نسبت به سایر غشاها مانند بسپاری از پایداری و استحکام مکانیکی مطلوب برخوردار هستند. جداسازی هیدروژن در واکنش تبدیل با استفاده از رآکتورهای غشایی، غشاهای پالادیمی، غشاهای کامپوزیت پالادیمی و غشاهای سیلیسی به دو روش سل-ژل و CVI انجام می‌شود.
غشاهای سیلیسی در مقایسه با سایر غشاها طول عمر بیشتری دارند و امکان تمیز کردن آن‌ها با مواد شیمیایی در دمای بالا وجود دارد. فرایندهای تولید غشاهای سیلیسی بر خلاف تولید سایر غشاها این امکان را فراهم می‌کند که بتوان غشاهای سیلیسی بدون عیب با حفره‌هایی با ساختار غربال مولکولی تولید کرد.

## فرایند کار و مشکلات احتمالی در طی فرایند
در مرحله اول، فاضلاب وارد مخزن تخلیه می‌شود این مخزن قبل از محفظه اصلی بیورآکتور غشایی است. در این مخزن غربال‌هایی وجود دارد که موادی که ممکن است غشا را مسدود یا پاره کنند توسط این غربال‌ها جمع‌آوری می‌گردند. بعد از این مرحله فاضلاب وارد مخزن بدون اکسیژن می‌شود تا محتوای نیترات آن حذف گردد. بعد از این مرحله فاضلاب وارد مخزن‌های هوازی شده و در ماژول غشایی غوطه ور می‌گردند که در آن مواد آلی با استفاده از لجن فعال تخریب می‌شوند. بعد از آن برای حذف فسفر می‌توان از دوزهای انعقادی یا فلوکولاسیون‌ها استفاده کرد بعد از این مراحل فاضلاب به صورت تصفیه شده و لجن‌ها مازاد وجود خواهد داشت که لجن‌های مازاد دوباره به فرایند تصفیه باز خواهند گشت.
این رآکتورها درارای غشاهایی با اندازه منفذ ۰٫۱ میکرومتر است که نه تنها مواد جامد معلق حذف می‌شوند بلکه باکتریهایی نظیر باکتریهای کولیفورم نیز حذف می‌گردند.
غشاء معمولاً از صفحه تخت (FS) یا جسم توخالی (HF) در داخل بیورآکتور یا به صورت چند لوله (MT) در خارج از آن قرار می‌گیرند.
در بیشتر فرایندهای تصفیه بیورآکتور غشایی جریان در طی فیلتراسیون کاهش پیدا می‌کند. این موضوع به‌طور عمده ناشی از ضایعات غشایی است. کنترل غلظت ضایعات مشکل اصلی استفاده از بیورآکتور غشایی است. ضایعات غشایی به‌طور قابل ملاحظه‌ای تحت تأثیر شرایط هیدرودینامیک، نوع غشا، پیکربندی ماژول و حضور ترکیبات با وزن ملکولی بالا است که ممکن است به‌وسیلهٔ متابولیسم میکروبی تولید شوند یا به فرایند لجن وارد شوند. رسوب کردن زیاد در غشا می‌تواند باعث یک شتاب نفوذ بحرانی یا میزان هوا زدگی پایین شود. با این حال در صورت افزایش موقت شار بحرانی، می‌توان با افزایش جریان هوا رسوب کردن در غشا را کنترل کرد.

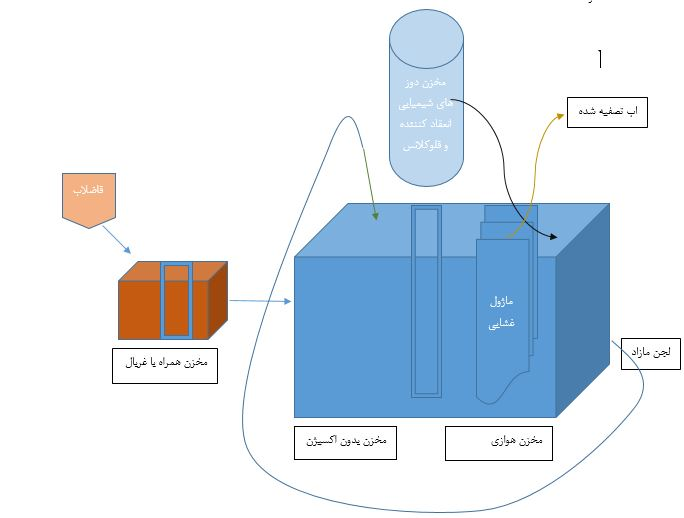
شمایی از یک بیورآکتور غشایی

## مروری بر مکانیسم گرفتگی بایورآکتور غشایی و راه حل کاهش آن
گرفتگی، رسوب ذرات و کلوئیدها بر روی سطح غشاء همراه با بارگذاری مواد محلول در داخل منافذ و روی سطح غشاء است که در نهایت منجر به مسدود شدن حفره‌های غشاء می‌شود. لجن فعال شامل ذرات مختلفی شامل جامدات معلق، کلوئیدها و حلال‌ها است که باعث گرفتگی غشاء می‌شود. بعضی مطالعات اخیر ادعا می‌کنند که مواد جامد معلق، عامل اصلی گرفتگی است. برخی از محققین بر این باورند که مواد محلول عامل اصلی گرفتگی هستند و برخی دیگر اظهار داشتند که کلوئیدها عامل اصلی گرفتگی هستند. این اختلافات در نتیجه‌گیری‌ها مربوط به تفاوت در شرایط عملیاتی، ویژگی‌های لجن و نوع غشاء مورد استفاده در مطالعات آن‌ها است. علاوه بر این، مواد جامد معلق، کلوئیدی و محلول‌ها، اجزای به هم پیوسته هستند.
گرفتگی برگشت‌پذیر ناشی از فلاک‌های لجن فعال و ذرات بزرگ روی سطح غشاء به شکل لایه ای کیک است. گرفتگی برگشت‌پذیر به راحتی با شستشوی فیزیکی رفع می‌شود از سوی دیگر، گرفتگی برگشت‌ناپذیر، به دلیل جذب مواد آلی محلول و حلال‌ها در منافذ غشاء است که منجر به تشکیل لایه ژل بر روی سطح غشاء می‌شود. این نوع گرفتگی مقاوم است و با شستشوی شیمیایی به‌طور جزئی از بین می‌رود. اگر گرفتگی برگشت‌پذیر در زمان مناسب تمیز نشود به گرفتگی برگشت‌ناپذیر تبدیل می‌شود.
گرفتگی مهم‌ترین عامل بحرانی برای عملکرد سیستم MBR است؛ بنابراین، طی دو دهه گذشته، تکنیک‌های مختلفی برای غلبه بر گرفتگی غشاء به وسیله روش مهندسی، مواد و شیمیایی مورد بررسی قرار گرفته‌است.

### روش مهندسی
ایده اصلی این رویکرد، بهینه‌سازی مؤلفه‌های مهندسی در MBR مانند شدت هوادهی، طراحی ماژول و پیکربندی فرایند است.

#### هوادهی
هوادهی عامل مهمی در MBR است تا اکسیژن مورد نیاز برای رشد میکروبی فراهم شود. علاوه بر این، حباب‌های هوا به سطح آب مخزن افزایش می‌یابند و یک بالابر هوایی ایجاد می‌کنند که آب مخزن را در اطراف ماژول غشاء احیا می‌کند. مقادیر گرفتگی غشاء را در سه MBR موازی که تحت شرایط هوازی مختلف عمل می‌کنند مقایسه و گزارش کرده‌اند که شدت هوادهی کوچک یا بزرگ تأثیر منفی بر نفوذ پذیری غشاء دارد، در نتیجه باید میزان هوادهی در حد مطلوب باشد.

#### طراحی ماژول
ایده اصلی این تکنیک براساس افزایش حرکت غشاء با استفاده از نیروی فیزیکی ناشی از جریانات هیدرودینامیکی در داخل راکتور است به نحوی که از تشکیل لایه گرفتگی روی سطح غشاء جلوگیری کند.

#### چینش فرایند
گرفتگی غشاء می‌تواند با تغییر چینش سیستم کنترل شود. به عنوان مثال، تأثیر موقعیت عمودی غشاء غوطه ور شده بر میزان گرفتگی را مورد بررسی قرار دادند و گزارش دادند که با توجه به کاهش غلظت بیومس در منطقه بالایی غشاء گرفتگی کاهش می‌یابد و سپس این چینش را برای هر دو راکتور آزمایشگاهی و هم پایلوت نیمه صنعتی در صنعت اعمال شد و سپس این دو را با یک سیستم بیولوژیکی حذف مواد مغذی (شامل نیتروژن و فسفر) ترکیب کردند.

### روش اصلاح غشاء
پدیده گرفتگی غشاء بین فاز جامد و مایع حاوی ارگان‌های مختلف و میکرو ارگانیسم‌ها است؛ بنابراین، افزایش مقاومت فیزیکی درونی سطح غشاء می‌تواند یک روش کنترل ساده و مؤثر باشد. تحقیقات در مورد این موضوع بر اساس دو اصل زیر انجام شده‌است.

#### آبدوستی سطح غشاء
نرخ افزایش فشار در غشاء هیدروفوبیک بسیار بالاتر از غشاء هیدروفیلیک (آبدوست) است. این نشان می‌دهد که با تنظیم آبدوستی سطح، مقاومت فشاری غشاء افزایش می‌یابد.

#### مفهوم سطح ضد میکروبی
آنتی باکتریال کردن سطح غشاء با پیوند Nها، لامین و کلر اثر خوبی داشته‌است.

### روش شیمیایی
ایده اصلی این رویکرد حذف گرفتگی‌های اصلی از قبیل کلوئیدهای کوچک، بیو پلیمرها با استفاده از مواد شیمیایی از قبیل زئولیت، انعقاد، پلیمر باردار و کربن فعال است.

#### زئولیت
با افزودن زئولیت طبیعی، نفوذپذیری غشاء به‌طور قابل ملاحظه ای با تشکیل فلاکس سفت و سخت که مقاومت کمتری در برابر گرفتگی دارد، افزایش یافت.

#### منعقد کننده
از آنجایی که اندازه منافذ غشاء که معمولاً در MBR مورد استفاده قرار می‌گیرد، از حدود ۰٫۰۴ تا ۰٫۴ میکرون متغیر است، ذرات کلوئیدی کوچکتر از این اندازه موجب مسدود کردن حفره‌های غشاء می‌شوند که مقاومت غشاء را افزایش می‌دهد؛ بنابراین، اضافه کردن مواد منعقدکننده می‌تواند این گونه گرفتگی‌ها را کاهش دهد. مواد منعقدکننده از قبیل کلرید آلومینیوم پلیمری و سولفات فریک پلیمری می‌توانند میزان گرفتگی غشاء را از طریق گرانوله کردن لجن‌ها و مواد پلیمری خارج سلولی (EPS) کاهش دهند.

#### پلیمر باردار
بیوپلیمرهای تولید شده توسط میکرو ارگانیسم‌ها مانند محصولات میکروبی محلول (SMP)و مواد پلیمری خارج سلولی (EPS)، در حال حاضر یکی از فاکتورهای اصلی در گرفتگی غشاء MBR هستند. این پلیمرها به‌طور کلی شامل پلی ساکارید، پروتئین، اسید نوکلئیک، لیپیدها و اسیدهای هومیک می‌باشند که اکثرشان دارای بار منفی می‌باشند در نتیجه پلیمرهای محلول در آب با بار مثبت دارای پتانسیل کاهش گرفتگی در MBR هستند.

#### کربن فعال
کربن فعال هنگامی که به MBR اضافه می‌شود، مواد آلی را که موجب گرفتگی می‌شود مانند مواد باقی‌مانده دیر تجزیه پذیر، مواد پلیمری خارج سلولی که در داخل فلاک‌های میکروبی و کلوئیدهای ریز است را جذب می‌کند که باعث افزایش عملکرد در کیفیت آب و فیلتراسیون غشاء در MBR می‌شود. کربن فعال همچنین می‌تواند ساختار کیک را که با نفوذپذیری آب مرتبط است، تغییر دهد.

## مقایسه روشهای نوین RBC و SBR ,MBBR ,MBR در تصفیه فاضلاب
سیستم بیو راکتور غشایی (MBR) از غشاهای ریز منفذ برای جداسازی مواد جامد یا مایع استفاده می‌کند و شامل یک سیستم رشد چسبیده لجن فعال است. این سیستم به عنوان جانشین ته‌نشینی ثانویه استفاده می‌شود. الگوهای بهره‌برداری از این فرایند به دو صورت مستغرق و جریان عرضی است. روش MBR از لحاظ فرایند به سه دسته، بیورآکتورهای غشایی رایج (MBR)، بیورآکتور غشایی استخراجی (EMBR)، بیورآکتورهای غشایی هوازی (MABR) تقسیم می‌شود.
ترکیب فرایند بیوفیلم چسبیده با فرایند لجن فعال، فرایند EMBR است. حامل بیوفیلمی قرارگرفته در این رآکتورها، توسط هم‌زن یا تزریق هو ا به صورت معلق درمی آید. ته‌نشینی اولیه، هوادهی و ته‌نشینی نهایی مراحل فرایند این روش هستند. درصد پر شدن آکنه، نوع جریان و اختلاط در رآکتور فاکتورهای مؤثر در روش MBBR هستند. برای رسیدن به بازده بالا، تلاطم کافی موردنیاز است و لازم است آکنه جهت رسیدن اکسیژن و مواد غذایی به داخل بیوفیلم، بسیار نازک و دارای سطوح مناسب باشد. معلق بودن حمل کننده‌ها، ته‌نشین شدن آن‌ها و مشکلات عملیاتی ممکن است باعث کاهش بازدهی سیستم شود. مناطق ساکن و ته‌نشین شدن حمل کننده‌ها از مواردی هستند که در تمام سیستم‌های بیوفیلم مشکل‌سازند و باید از ایجاد آن‌ها جلوگیری شود تا بتوان عملکرد را بهبود بخشید.
سیستم SBR را می‌توان نوعی روش لجن فعال دانست که در آن رآکتور از فاضلاب پرشده و سپس به تدریج در طی یک سیکل زمانی فاضلاب و مواد ته‌نشین شده تخلیه می‌گردد. به‌طور کلی فرایند SBR شامل پنج مرحلهٔ اصلی پر شدن فاضلاب، واکنش، رسوب و ته‌نشینی، تخلیه فاضلاب و خروجی و سکون است. دو سیستم Cromaglass SBR و Fluidyne ISAM از انواع سیستم‌های SBR می‌باشند.
در تماس‌دهنده بیولوژیکی دوار (RBC) روند انجام فرایند به گونه‌ای است که در راستای تخلیهٔ مواد کربن دار و نیتروژن دار از فاضلاب‌های شهری یا صنعتی، از رشد چسبیده باکتری به صورت هوازی یا بی هوازی استفاده می‌گردد. در رآکتورهای بیولوژیکی دوار به جای عبور فاضلاب از بستر ساکن، بستر درون حوضچه حاوی فاضلاب می‌چرخد و تصفیه انجام می‌گیرد. یک واحد RBC به‌طور نمونه شامل یک مجموعه از دیسک‌های بزرگ صاف یا شیاردار نزدیک به هم است که بر روی یک میلهٔ افقی مشترک قرارگرفته‌اند و در فاضلاب بخشی یا کاملاً غوطه‌ورند. این میله، پیوسته به وسیلهٔ یک موتور مکانیکی یا یک محرکه هوای فشرده شده، می‌چرخد و یک بیوفیلم بر روی کل سطح محیط‌ها قرارگرفته‌است که مواد آلی موجود در فاضلاب را از طریق متابولیزم دگرگون می‌کند. سرعت دورانی، نرخ بار هیدرولیکی و آلی، زمان ماند هیدرولیکی و مشخصات فاضلاب ورودی برخی از پارامترهای مؤثر بر عملکرد RBC می‌باشند.
|                                                                              | MBR | MBBR | SBR | RBC |
| کاهش چشمگیر فضای تصفیه خانه                                                  | *   | *    | *   | *   |
| عدم نیاز به پیش تصفیه دقیق                                                   |     | *    |     |     |
| عدم نیاز به پمپ برگشت لجن                                                    | *   | *    | *   | *   |
| ---------------------------------------------------------------------------- | --- | ---- | --- | --- |
| هزینه پایین نگهداری و عملکرد                                                 |     |      | *   | *   |
| هزینه اولیه مناسب                                                            | *   | *    | *   |     |
| امکان استفاده مجدد از جریان خروجی (مانند:استفاده در آبیاری، زمین‌های کشاورزی) | *   | *    | *   | *   |
| ساده بودن نظارت و کنترل فرایند                                               | *   |      |     | *   |

نکات دیگر از مقایسه روش‌های مذکور بدست آمد که در زیر به آن‌ها اشاره می‌شود:
_در روش MBR احتمال گرفتگی غشا و در روش SBR احتمال مسدود شدن هواده‌ها هنگام هوادهی وجود دارد. برخلاف روش MBR روش SBR دراری انعطاف‌پذیری در عملکرد و کنترل را دارد.
_در روش‌های MBBR و RBC توسعه آسان و سریع و نیتریفیکاسیون گسترده و در روش MBBR برخلاف روش RBC راه اندازی فرایند سریع و تکنولوژی قابل انعطاف است.
_روش‌های RBC و SBR د ر مقابل شوک تغییر دبی فاضلاب قابل انعطاف و دارای طراحی فشرده با بخش‌های مجزا هستند و مشکلی با بوی بد و حشرات ندارند.
_روش‌های SBR و MBBR دارای تکنولوژی قابل انعطافی هستند.
_روش MBBR برخلاف اکثر رآکتورهای بیوفیلمی، از تمام حجم تانک برای رشد بیومس استفاده می‌کند.
_روش‌های RBC و MBR از راندمان تصفیه بسیار بالایی برخوردار هستند.

## انواع آرایش MBR

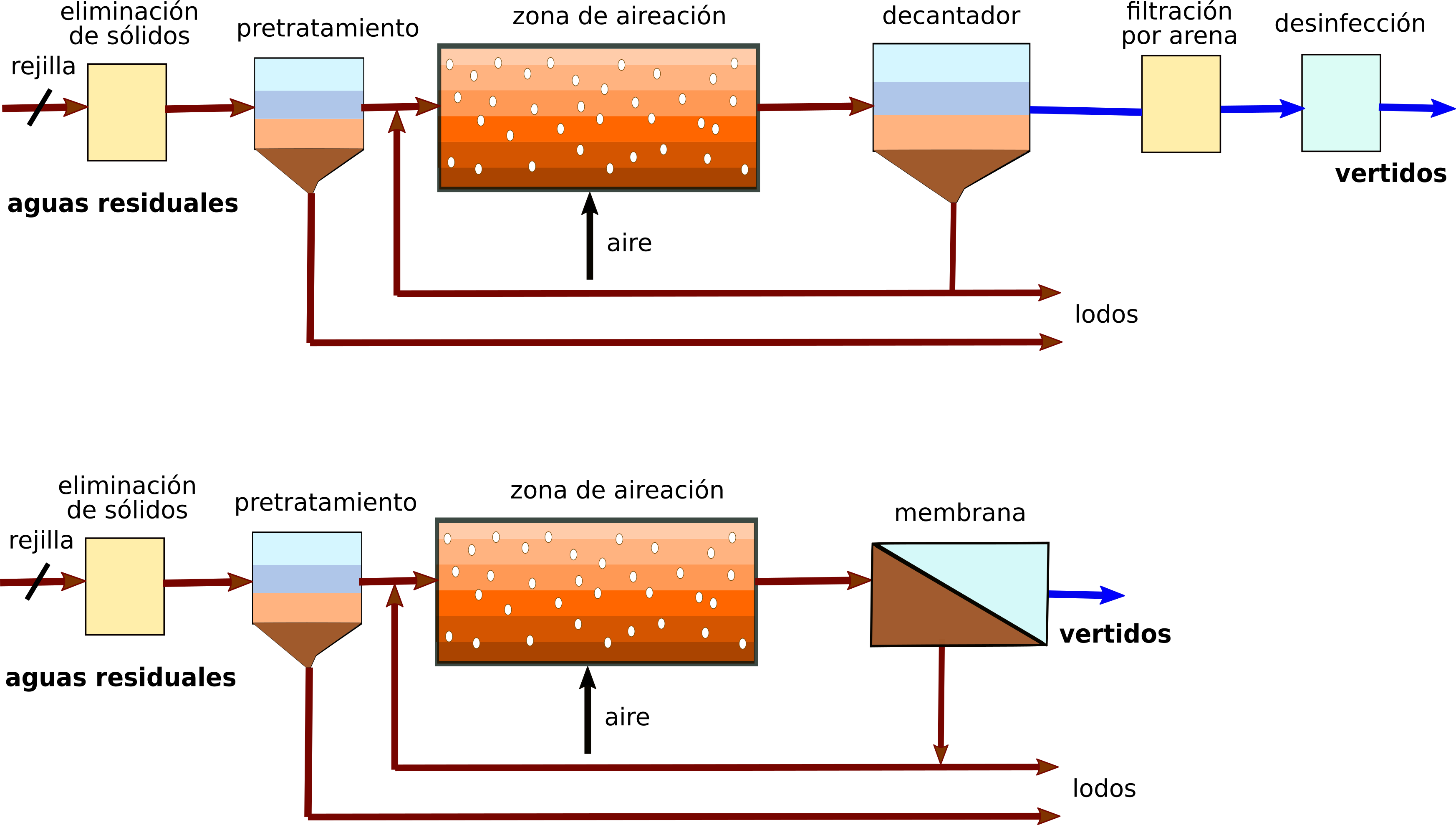
شماتیک فرآیند لجن فعال معمولی (بالا) و بیوراکتور غشایی (پایین)

MBR در دو نوع آرایش خارجی و داخلی در سیستم‌های تصفیه فاضلاب مورد استفاده قرار می‌گیرد.MBR خارجی بعد از سیستم لجن فعال (هوازی ویا غیر هوازی) قرار گرفته و برای فاضلاب‌های با آلودگی بالا و جریان کم مورد استفاده قرار می‌گیرند، مانند فاضلاب‌های حاصل از محل‌های دفن مواد بهداشتی، صنایع داروسازی وغیره، در صورتی که MBR داخلی در داخل رآکتور لجن فعال تعبیه شده و به MBR مستغرق معروف است. این نوع آرایش برای فاضلاب‌های باجریان متوسط وزیاد مناسب بوده و قابل رقابت با سیستم‌های متداول و پیشرفته هستند. برای فاضلاب‌های با جریان زیاد مانند فاضلاب‌های شهری و صنعتی، صنایع قند و کاغذ استفاده می‌شوند.
در سیستم MBR مستغرق جزء کلیدی غشاء بوده که مستقیماً داخل رآکتور لجن فعال فرو برده می‌شود. غشاها به صورت مدول‌هایی ساخته می‌شوند که می‌توانندداخل بیورآکتور کار گذاشنه شوند. مدول‌ها متشکل از غشاء، سازه نگهدارنده غشاء، اتصالات ورودی و خروجی و یک ساختار نگهدارنده اصلی هستند. غشاها تحت مکش (خلأ) قرار گرفته و پساب را از خود عبور می‌دهند در حالی که جامدات در راکتور باقی می‌مانند. یک سیستم MBR مستغرق تجاری دارای مدول‌هایی متشکل از غشاءهای فیبری توخالی و تجهیزات نگهدارنده مورد نیاز شامل پمپ‌های آب صاف شده، مخازن ذخیره مواد شیمیایی، پمپ‌های تزریق مواد شیمیایی و تمام تجهیزات کنترل فرایند برای غشاء از جمله مرکز کنترل موتور است. تجهیزات نگهدارنده غشاءهمچنین شامل یک هواشویی و یک سیستم جت آب پالس معکوس نیز می‌شود. سیستم هواشویی غشاء متشکل از دیفیوزرهای حباب درشت نصب شده در حوضچه هوادهی است که باعث ایجاد اختلاط مداوم در سطح بیرونی غشاء شده و در نتیجه نشست جامدات روی غشاءرا به حداقل می‌رساند.

## کاربردها

### حوضه‌های کاربرد بیو راکتور غشایی
تا کنون سیستم‌های بیورآکتور غشایی برای تصفیه پساب‌های صنعتی و خانگی و گاهی برای خالص سازی و استفاده مجدد از آب مصرف شده، مورد استفاده قرار گرفته‌است. به‌طور کلی کاربرد این سیستم‌ها را می‌توان به گروه‌های زیر تقسیم‌بندی نمود:
1. تصفیه پساب شهری
2. تصفیه پساب‌های صنایع مختلف نظیر:

- صنایع نفت و گاز و پتروشیمی
- صنایع رنگ و رزین
- صنایع شیمیایی
- صنایع رنگرزی ونساجی
- صنایع ذوب آهن و فولاد
- صنایع تولید آلیاژهای فلزی

در مقایسه با کاربردهای شهری، فناوری بیورآکتورهای غشایی برای تصفیه پساب‌های صنعتی، هنگامی که پساب با غلظت بالا تولید می‌شود نیز است. این فناوری تصفیه با کیفیت بیشتر را ممکن می‌سازد. به همین جهت این فناوری برای تصفیه پساب‌های صنعتی از شهری قابلیت کاربرد بیشتری دارد. با وجود این برای کاربردهای خاصی برای شرایط حدی PH پساب با دمای بالا یا محلول شیمیایی ویژه ماژول قاب و صفحه ای یا سیستم‌های با جریان جانبی مناسب تر هستند.

### کاربرد صنعتی بیورآکتورهای غشایی
این رآکتورها از یک رآکتور بیولوژیکی با زیست توده معلق و غشاهایی میکروفیلتراسیون تشکیل شده‌اند و دارای کاربردهای زیادی در تصفیه پساب هستند. این سیستم‌ها ممکن است با بیورآکتورهای دارای زیست توده معلق هوازی یا بی هوازی استفاده شوند. سیستم‌های غشا می‌توانند پساب خروجی را به کیفیت پساب خروجی حاصل از ترکیب ته‌نشینی ثانویه و فیلتراسیون برسانند. سیستم‌های بیورآکتور غشایی به علت جداسازی کامل جامدات محلول، ارضاکننده مقررات سختگیرانه تخلیه پساب هستند.

### کاربردهای انواع غشاهای زیستی
۱) آب زدایی الکل‌ها با فرایند تراوش تبخیری
۲) استفاده در پیل سوختی و هیدروژن زدایی و هیدروژن دار کردن
۳) اکسید کردن آمونیاک و تبدیل آن به نیتروژن مونوکسید برای تولید نیتریک اسید
۴) فرایند تبدیل با بخار آب برای جذب ناخالصی‌های جریان گاز
۵) فرایند همپارش زایلن و جداسازی آن
۶) فرایند تجزیهٔ نیتروژن اکسید و کربن اکسیدها برای جلوگیری از آلودگی هوا

## به روز نمودن سیستم بایورآکتور غشایی
در یک MBR مدول‌های غشایی اولترافیلتراسیون در لجن فعال غوطه ور می‌شود تا مرحله بیولوژیکی با و جداسازی فاز مایع جامد در یک پروسه واحد با هم تلفیق شوند. از آنجا که ممبران به عنوان یک حصار عمل می‌کنند، باعث بهبود کیفیت پساب می‌شود. همچنین، این حصار غشایی نیاز به زلال سازی ثانویه را کاهش داده و باعث تغلیظ بیشتر لجن فعال می‌شود. در نهایت، همهٔ این عوامل باعث کاهش حجم مورد نیاز برای مخازن بیولوژیکی شده و در نتیجه در هزینه ساخت صرفه جویی می‌شود. علاوه بر این، فرایند MBR در مقایسه با تصفیه فاضلابی که با فیلتراسیون شنی با اولترا فیلتراسیون توأم شده‌است، اثرات نامطلوب زیست‌محیطی را به میزان قابل توجهی کاهش می‌دهد. در سال‌های اخیر، مدول غشاهای MBR نواقص مدول‌های قبلی را جبران کرده‌است و به صورت قابل تعویض طراحی شده‌اند. به عبارت دیگر، این سیستم‌ها برای به روز کردن نصب و استقرار سیستم طراحی شده‌اند به نحوی که مدول‌های MBR اصلی می‌تواند به آسانی حذف شده و مدول جدید در مکان آن‌ها قرار گیرد.
بسیاری از دارندگان سیستم‌های MBR نگران این هستند که قسمت اصلی سیستم MBR تولید شده از یک کارخانه ممکن است در اثر خرابی و تعویض، با برندهای دیگر سازگار نباشد.

## نمونه‌هایی از تکنولوژی MBR
شکل‌های مختلفی از MBR در حال حاضر وجود دارد. یک نمونه از نسل دوم که باعث بهینه ساختن ممبران و مدول می‌شود، یک مدول اولترافیلتراسیون الیاف توخالی یک سر آزاد است. مدول تولید شده فوق، برای اجتناب از گرفتگی و رسوب گرفتن که مشکل عمده بسیاری از تولیدکنندگان منول MBR است طراحی شده‌است (۲۰۰۵Vossenkaul). این مدول از غشاهای هالوفایبر با اندازه سوراخ حدود ۰/۰۵ میکرون تشکیل شده‌است. قسمت پایین فیبرهای غشایی بر یک لوله یک سر آزاد فیکس شده‌است. این در حالی است که قسمت انتهایی فیبر فیکس نشده و غوطه ور است و برای حرکت عرضی آزاد است. همه جامدات و ذرات در قسمت پپرونی فیبرها باقی می‌مانند و ماده تقودکننده از درون فیبرها با کمک وکیوم کشیده می‌شود، هالو فایبرها یا همان الیاف توخالی، به صورت دسته دسته منظم شده و به صورت عمودی درون لجن فعال غوطه ور می‌باشند. برای حفظ سرعت فیلتراسیون مدول‌های ممبران، شست و شو با هوا در فواصل زمانی مرتبی انجام می‌شود. یک نازل هوا درون مرکز این دستهٔ الیاف قرار دارد تا مصرف انرژی را کاهش دهد کاهش مصرف انرژی به این دلیل است که هوا در مکانی تزریق می‌شود که تشکیل رسوب و لجن در آن قسمت بالاست. طراحی این مدل باعث می‌شود که حتی ترکیبات رشته‌ای و مویی از سیستم حذف شوند، به این ترتیب فقط از یک آشغال‌گیر دهانه درشت قبل از این سیستم می‌توان استفاده نمود و در نتیجه هزینه بهره‌برداری و هزینه سرمایه کاهش می‌یابد
مزیت عمده این نوع غشاها، توانایی بالای مکانیکی آنهاست. این توان مکانیکی توسط بافت مستحکم فیبرهای غشایی تأمین می‌شود هر دسته از این الیاف در ردیف‌هایی به هم متصل شده و چندین ردیف در یک قالب فلزی سوار می‌شوند. حرکت آزادانهٔ این الیاف و هوادهی مرکزی، فیلتراسیون پایداری را در حین بهره‌برداری در طول عمر غشا به وجود می‌آورد و با کاهش نیاز به مصرف انرژی جهت تمیز کردن و نگهداری، هزینه‌های بهره‌برداری کاهش می‌یابد.
علی‌رغم اینکه بیشتر صفحات تخت MBR و برخی ممبران‌های هالوفایبر نمی‌توانند شست و شوی معکوس شوند، ممبران در برابر گرفتگی مقاومت کرده و قابلیت تراوایی را با وارد نمودن قسمت کوچکی از مایع تصفیه شده به درون سوراخ‌های فیبر از داخل به خارج در یک فاصله زمانی مشخص حفظ می‌کند. ممبران‌های مالوفایبر یا همان الیاف توخالی، مساحت به مراتب بیشتری ایجاد می‌کنند و ظرفیت فیلتراسیون بالاتری از نظر اثرات زیست‌محیطی در مقایسه با ممبران‌های صفحه تخت دارند.

### ملاحظاتی در ارتباط با به روز کردن سیستم MBR
هنگام به روز کردن و احیاء یک سیستم MBR برخی عوامل باید لحاظ شوند. این عوامل عبارتند از:

#### ابعاد فیزیکی مدول
مدول‌های جدید باید طراحی قابل انعطافی داشته باشند تا با اندازه تانک‌های موجود و لای اوت مدول سازگار باستاد ابعاد خارجی قالب مدول‌های جدید (طول و عرض و ارتفاع) باید بر حسب نیاز و ضرورت سطح غشا باید با طراحی سیستم مطابقت داشته باشد تا تراوش مورد نیاز بهره‌برداری را پشتیبانی کند. برای مثال، یک مدول ۱۵۰۰ متر مربعی برای به روز نمودن فضاهای بزرگ طراحی شده‌است. در این حالت برخی تجهیزات نظیر؛ چندشاخهٔ تنظیم شده برای گرفتن عصاره ماده نفوذی و خطوط تأمین هوا، تعداد اتصالات لوله در حین نصب را کاهش می‌دهند. علاوه براین، مدول هزار و پانصد مترمربعی، اثرات زیست‌محیطی یکسانی در مقایسه با مدول رقیب ایجاد می‌کند و در همان مخزن ممبران به کار خود ادامه می‌دهد برای به روزآوری بقیه مدل‌ها، مدل یک سر آزاد، طراحی سیار قابل انعطافی دارد. تعداد غشاها در یک ردیف، تعداد ردیف‌ها در یک مدول و ارتقا مدول می‌تواند با ابعاد مخزن موجود مطابقت داده شود.

#### MBR عملکرد سیستم
از دیگر ملاحظاتی که برای به روز کردن سیستم‌های موجود باید مد نظر قرار گیرد، عملکرد سیستم بیولوژیکی است. در برخی حالات، عملکرد ضعیف بیورآکتور منجر به مشکلاتی در عملکرد غشا می‌شود. در این حالات، ممکن است تغییراتی درسیستم تصفیه بیولوژیکی اعمال شود تا عملکرد سیستم بهبود یابد و در این شرایط، تغییر ساده مدول‌ها ممکن است کافی نباشد.
آنالیز عملکرد کلی تصفیه خانه باید هنگام برنامه‌ریزی برای به روزآوری مورد توجه قرار گیرد. به این ترتیب، قبل از اینکه مدول ممبران جدید نصب گردد، مشکل فرایند هر قسمت، می‌تواند شناسایی و تصحیح شود.

#### بهره‌برداری مدول
هر تولیدکنندهٔ MBR بهره‌برداری از سیستم را به طرق مختلف بسته به مدول غشا و شکل ممبران بهینه ساخته‌است. برای ارزیابی تجهیزات موجود، ملاحظات دقیقی نیاز می‌شود تا توالی شست و شوی معکوس، شست و شو با هوا، و تمیز کردن با مواد شیمیایی را پشتیبانی کند. این تجهیزات ممکن است به اصلاح یا به روز کردن نیاز داشته باشد. معمول ممبران‌های صفحه تخت و برخی ممبران‌های فیبری توخالی نمی‌توانند شست و شوی معکوس شوند؛ بنابراین پمپ و لوله‌کشی مناسبی باید تعبیه شود. برخی تولیدکنندگان ممبران منبع هوای متفاوت با دبی هوای متفاوت و زمان سیکل را برای این سیستم‌ها طراحی کرده‌اند که قادر به سیکل و انتقال هوای منبع هوا باشد؛ بنابراین، لوله‌کشی و نصب ممکن است به تنظیمات توالی شست وشو با هوا (معمولاً این مسئلهٔ مربوط به برنامه‌نویسی کار سیستم هاست)، تغییر در اندازه بلورها، و مکان شیرهای خودکار که انتقال هوا را به عهده دارند، نیاز داشته باشد.